# Ынтымак (Ноокатский район)
Ынтымак (кирг. Ынтымак) — село в Ноокатском районе Ошской области Кыргызстана. Административный центр Ынтымакского айылного аймака.

## География
Село расположено в западной части области, на расстоянии приблизительно 34 километров (по прямой) к западо-юго-западу от города Ноокат, административного центра района.

## Население
Согласно оценочным данным Национального статистического комитета Кыргызской Республики, численность населения села на начало 2023 года составляла 2296 человек.
| год     | 2009 | 2014 | 2015 | 2020 | 2021 | 2023 |
| ------- | ---- | ---- | ---- | ---- | ---- | ---- |
| человек | 1933 | 2035 | 2039 | 2233 | 2257 | 2296 |